# Carl Christian von Breitenbauch
Carl Christian von Breitenbauch (* 21. Dezember 1694 auf Burg Ranis; † 29. April 1726 in Frohburg) war Berghauptmann des Herzogs von Sachsen-Zeitz und nach dessen Tod ab 1718 königlich-polnischer und kurfürstlich-sächsischer Berghauptmann im Neustädtischen und Vogtländischen Kreis sowie Rittergutsbesitzer.

## Leben
Carl Christian von Breitenbauch entstammt dem thüringischen Adelsgeschlecht von Breitenbauch und war der älteste Sohn von Christoph Adam von Breitenbauch und der Eva Elisabeth geborene von Gräfendorff. Er wuchs in Burg und Stadt Ranis in der Sekundogenitur Sachsen-Zeitz auf und schlug wie viele seiner Familienangehörigen eine höhere Verwaltungslaufbahn im Dienst der Wettiner ein. Herzog Moritz Wilhelm von Sachsen-Zeitz ernannte Carl Christian von Breitenbauch am 29. April 1717 zu seinem Berghauptmann. Als der Herzog ein Jahr später starb und das Herzogzum an das Kurfürstentum Sachsen zurückfiel, trat er als Berghauptmann in den Dienst Augusts des Starken.
Nach dem Tod des Vaters 1708 fielen dessen Besitzungen an ihn und seine unmündigen Brüder. Nach Erreichen der Volljährigkeit 1715 nahm er die Belehnung am Dresdner Hof mit der Burg Ranis persönlich entgegen.
In den Jahren 1716 und 1718 nahm er an den kursächsischen Landtagen als Vertreter der Ritterschaft teil.

## Familie
Er war seit dem 31. Januar 1717 verheiratet mit Friederike Bibiane von Bose († 1762), eine Tochter des Tochter von Carl Haubold von Bose (* 1653; † 26. Januar 1721) und Christiana Hedwig von Bünau († 3. Mai 1726) aus Frohburg. Die Ehe blieb kinderlos. Die Witwe heiratete in zweiter Ehe Freiherr August Friedrich Gotthilf von Marschall genannt Greiff.